# Nacionalno prvenstvo ZDA 1898
Nacionalno prvenstvo ZDA 1898 v tenisu.

## Moški posamično
Malcolm Whitman :  Dwight F. Davis  3-6 6-2 6-2 6-1

## Ženske posamično
Juliette Atkinson :  Marion Jones  6-3, 5-7, 6-4, 2-6, 7-5

## Moške dvojice
Leo Ware /  George Sheldon :  Holcombe Ward /  Dwight Davis 1–6, 7–5, 6–4, 4–6, 7–5

## Ženske dvojice
Juliette Atkinson /  Kathleen Atkinson :  Marie Wimer /  Carrie Neely 6–1, 2–6, 4–6, 6–1, 6–2

## Mešane dvojice
Carrie Neely /  Edwin P. Fischer :  Helen Chapman /  J.A. Hill 6–2, 6–4, 8–6